# Tendon quadricipital
Le tendon quadricipital (ou tendon du muscle quadriceps fémoral) est le tendon terminal du muscle quadriceps fémoral.

## Description
Le tendon quadricipital est constitué de la convergence des tendons de chacun des quatre chefs du muscle quadriceps fémoral : le muscle droit fémoral et les muscles vastes latéral, intermédiaire et médial. Il relie leur corps musculaire à la base et aux bords latéraux de la patella.
Les fibres tendineuses superficielles du muscle droit fémoral passent devant la patella pour aller contribuer au ligament de la patella.
Des fibres tendineuses du muscle vaste latéral et médial contribuent à la constitution du rétinaculum de la patella.

## Aspect clinique
Le tendon quadricipital peut subir une rupture d'origine traumatique.